# Лецьківська сільська рада
| Лецьківська сільська рада — колишній орган місцевого самоврядування у Переяслав-Хмельницькому районі Київської області з адміністративним центром у с. Лецьки. Сільській раді підпорядковані населені пункти: - с. Лецьки - с. Вінинці - с. Пологи-Чобітки |

## Склад ради
Рада складалася з 20 депутатів та голови.

### Керівний склад ради
| ПІБ                           | Основні відомості                                                             | Дата обрання | Дата звільнення |
| ----------------------------- | ----------------------------------------------------------------------------- | ------------ | --------------- |
| Герасименко Володимир Ілліч   | Сільський голова, 1952 року народження, освіта                                | 26.03.2006   | 31.10.2010      |
| Палагута Олександр Михайлович | Сільський голова, 1967 року народження, освіта вища, член партії Єдиний Центр | 31.10.2010   |                 |

Примітка: таблиця складена за даними джерела